# Fahad Al-Subaie
Fahad Al-Subaie (15 novembre 1979) è un ex calciatore saudita, di ruolo centrocampista.

## Carriera

### Club
Ha giocato nella prima divisione saudita.

### Nazionale
Nel 1999 ha partecipato ai Mondiali Under-20 ed alla Confederations Cup.

## Palmarès

### Club

#### Competizioni nazionali
- Campionato saudita: 1

Al-Shabab: 2003-2004
- Coppa della Corona del Principe saudita: 1

Al-Shabab: 1999

#### Competizioni internazionali
- Coppa delle Coppe dell'AFC: 1

Al-Shabab: 2000-2001
- Coppa dei Campioni araba per club: 1

Al-Shabab: 1999
- Supercoppa araba: 1

Al-Shabab: 2000